# Anime Festival Asia
Az Anime Festival Asia (AFA) animetalálkozó-sorozat a délkelet-ázsiai régióban, melynek központi éves találkozóját Szingapúrban rendezik meg. A főrendezvényt hagyományosan egy középnovemberi hétvégén tartják meg. 2008 és 2011 között a Suntec Singapore International Convention and Exhibition Centre épületében tartották meg, azonban 2012-ben a Singapore Expo MAX Pavilionba költöztek át a Suntec Convention Centre felújítási munkálatai miatt. 2012-től a malajziai Kuala Lumpurban (Putra World Trade Centre) és az indonéziai Jakartában (Jakarta International Expo), illetve 2015-től a thaiföldi Bangkokban (Bangkok International Trade and Exhibition Centre) is tartanak társrendezvényeket.
A főtalálkozók mellett az AFA a manga- és animeiparra összpontosító üzleti konferenciákat is szokott tartani. Az első ilyen a 2009-ben megrendezett Animation Asia Conference volt.
Az AFA az egyik legnagyobb látogatottsággal bíró Japánon kívüli animetalálkozók egyike, a 2011-ben 82 000 fő vett részt rajta. 2008 és 2014 között az összesített nézőszám 678 000 fő.
Az AFA folyamatos szervezésért a Sozo felelős, a Zepp Entertainment és a Dentsu együttműködésvel.

## Története
| Dátum                     | Helyszín                                                        | Látogatószám | Vendégek |
| ------------------------- | --------------------------------------------------------------- | ------------ | --- |
| 2008. november 22–23.     | Suntec International Convention and Exhibition Centre Szingapúr | 29 000+      | Okavara Kunio, Morimoto Kódzsi, May’n, Mizuki Icsiró |
| 2009. november 21–22.     | Suntec International Convention and Exhibition Centre Szingapúr | 52 000+      | Miku Hacune, Mizuki Icsiró, May’n, Nakagava Sóko, Fukujama Josiki, Kaname, Danny Choo |
| 2010. november 12–14.     | Suntec International Convention and Exhibition Centre Szingapúr | 71 000+      | Aira, Alodia Gosiengfiao, Kaname, Hanazava Kana, Angela, Mizuki Icsiró, JAM Project, May’n, Scandal |
| 2011. november 11–13.     | Suntec International Convention and Exhibition Centre Szingapúr | 82 000       | Danny Choo, Miku Hacune, Mizuki Icsiró, Flow, LiSA, Sea A, May’n, Angela, Kalafina, Itó Kanako, Szaitó Csiva, Nakanisi Gó, Kaname, Mimori Szuzuko, Tokui Szora, Szaszaki Mikoi, Kitta Izumi, Usagi |
| 2012. június 9–10.        | Putra World Trade Centre Malajzia                               | 40 000+      | Kalafina, Kuroszaki Maon, Aimi, Flow, Kotoko, Sea A, Isikava Micuhisza, Isii Tomohiko, Danny Choo, Kaname, Tasha, Miyuko |
| 2012. szeptember 1–2.     | Jakarta International Expo Indonézia                            | 40 000+      | 7!!, bless4, Mizuki Icsiró, LiSA, Angela, Kotoko, Sea A, Stereopony, Danny Choo, Kaname, Cubasza Akacuki |
| 2012. november 9–11.      | Singapore Expo MAX Pavilion Szingapúr                           | ~83 000      | Flow, fripSide, May’n, Sea A, Sphere, T.M. Revolution, Vatanabe Sinicsiró, Nakanisi Go, Kaname, Singi, Danny Choo, Kisio Daiszuke, Nisihara Fumiaki, Kamijama Kendzsi, Hacsiodzsi-P, Cukasa Akacuki, Judy, Hiko, Mikoto, Reika |
| 2013. szeptember 6–8.     | Jakarta Convention Center Indonézia                             | 53 000+      | Angelina, Angie, Hirano Aja, Babymetal, Clive, Danny Choo, Dempagumi.inc, DJ Kazu, Aoi Eir, Nitta Emi, fripSide, Kalafina, Kaname, Mayn’, Reika, Richfield, T.M. Revolution, Ying Tze |
| 2013. november 8–10.      | Suntec International Convention and Exhibition Centre Szingapúr | 83 000+      | Danny Choo, Kimura Rjóhei, Ószaka Rjóta, Mizuki Nana, May’n, T.M. Revolution, LiSA, Aoi Eir, Angela, Elisa, Urobucsi Gen, Jamato Kódzsi, Kasivada Sinicsiró, Ito Tomohiko, Isikava Jui, Araki Tecuró, Aszano Kjódzsi, Vada George, Nakatake Tecuja |
| 2014. augusztus 15–17.    | Jakarta Convention Center Indonézia                             | 55 000+      | Isizuka Acuko, Danny Choo, Diasta Priswarini, DJ Kazu, Egoist, Eir Aoi, Garnidelia, Hacsiodzsi-P, JKT48, Haruna Luna, T.M. Revolution |
| 2014. december 5–7.       | Suntec International Convention and Exhibition Centre Szingapúr | 145 000+     | angela, Kitamura Eri, DJ Kazu, Horie Jui, fripSide, LiSA, yanaginagi |
| 2015. április 30–május 1. | Bangkok International Trade and Exhibition Centre Thaiföld      | 90 000+      | angela, Angie, Baozi, DJ Kazu, Aoki Ei, Eir Aoi, Flow, fripSide, Hana, Minasze Inori, Kalafina, Kaname, Okavara Kunio, Mayn’, Miu, Sirahane Nao, Okamoto Nobuhiku, Manabu Ono, Kitajama Sizuku, Siutao, Ying Tze, Tacumi Juiko |
| 2015. szeptember 25–27.   | Jakarta International Expo Indonézia                            | 60 558       | Angie, Baozi & Hana, DJ Kazu, Ely, Flow, fripSide, Gackt, Garnidelia, Takeucsi Dzsunko, Kaname, Liui, Lisa, Fucsigami Mai, Madzsiko, Michi, mikito-P, motsu × Kaya, Nano, Nekomu Otogi, Pinky Lu Xun, Richfield, Hajami Só, yanaginagi, Ying Tze, Hanamori Jumiri, Endó Jurika                                                                                         |
| 2015. november 27–29.     | Suntec International Convention and Exhibition Centre Szingapúr | 90 669       | Back-On, bless4, HoneyWorks, Zaq, Taketacu Ajana, Ucsida Maaja, Mimori Szuzuko, Michi, Mikami Siori, Hanamori Jumiri, Endó Jurika, Garnidelia, Mayn’, Kobajasi Mika, Nano, Furukava Makoto, Lia, Aimer, Stand Up! Hearts, Real Akiba Boyz |
| 2016. augusztus 19–21.    | Siam Paragon Thaiföld                                           | 55 000       | Aquors, Fukuhara Ajaka, Hirakva Daiszuke, Mijake Kenta, Machico, Morita Maszakazu, Izava Mikako, Nidzsi no Conquistador, Hatanaka Taszuku, Haszegava Josikai, Eir Aoi, Garnidelia, Haruna Luna, Mimori Szuzuko, Aimer, Lia, livetune+, May’n |
| 2016. szeptember 16–18.   | Jakarta International Expo Indonézia                            | 61 953       | |
| 2016. november 25–27.     | Suntec International Convention and Exhibition Centre Szingapúr | 94 270       | Home Made Kazoku, Kotoko, T.M. Revolution, JAM Project, Szuzuki Konomi, Csihara Minori, Wake Up, Girls!, Aimer, Takigava Alisza, Vadzsima Ami, HoneyWorks / Chico with HoneyWorks, Macuoka Josicugu, Nobuhiko Okamoto, Azakami Jóhei, Kuroszava Tomojo, Pikotaro, Real Akiba Boyz, Icsiki Micuhiro, Macusita, Itó Kanae, Kradness, Urobucsi Gen, Jamasita Daiki, May’n |

## Képgaléria

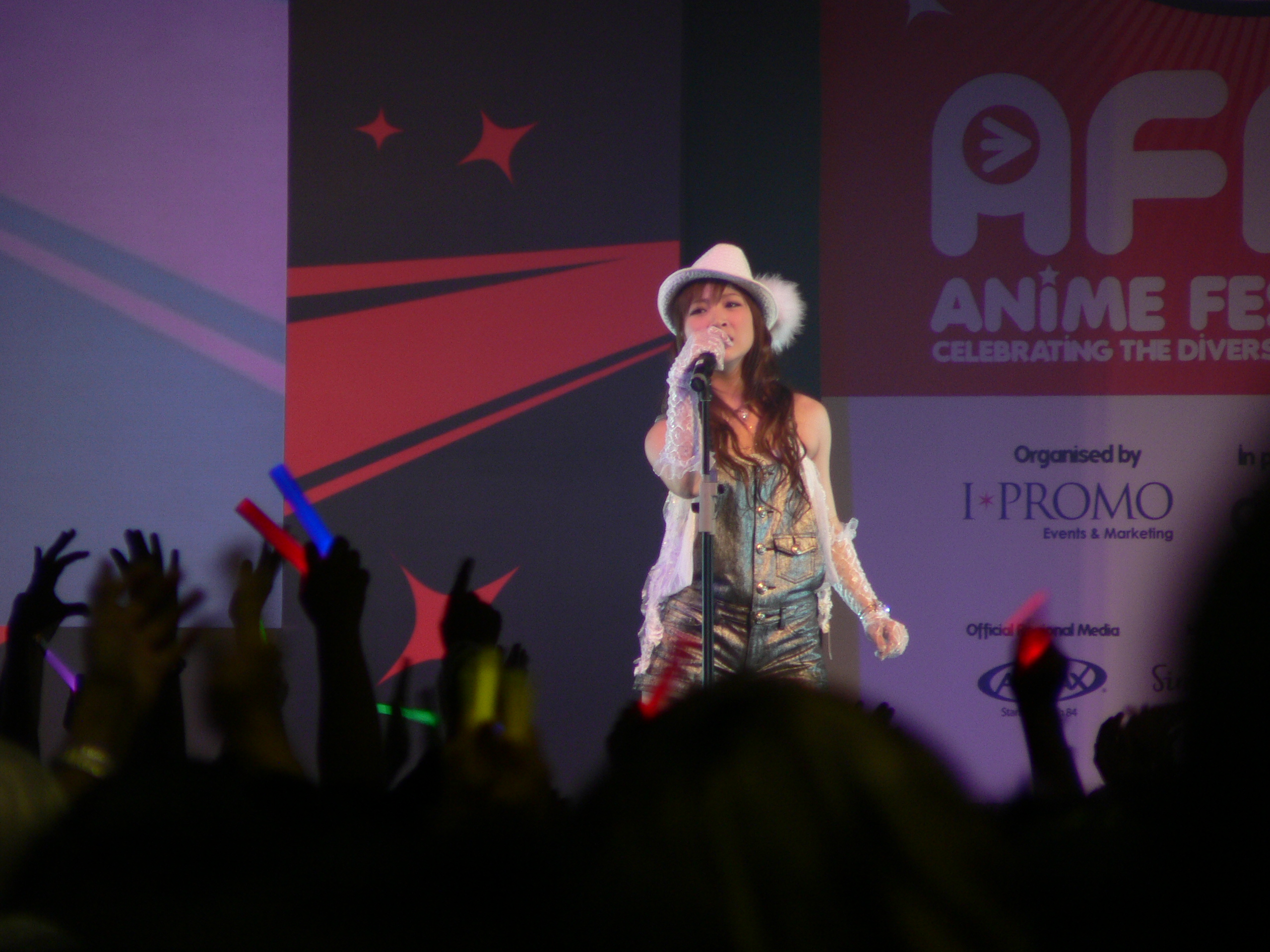
May’n 2008-ban
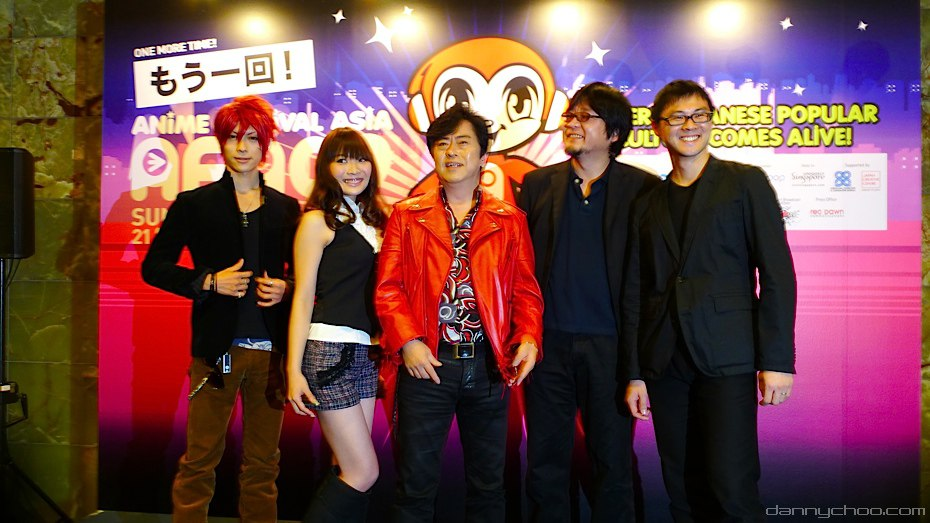
Kaname, May’n, Mizuki Icsiró, Hoszoda Mamoru és Danny Choo 2009-ben
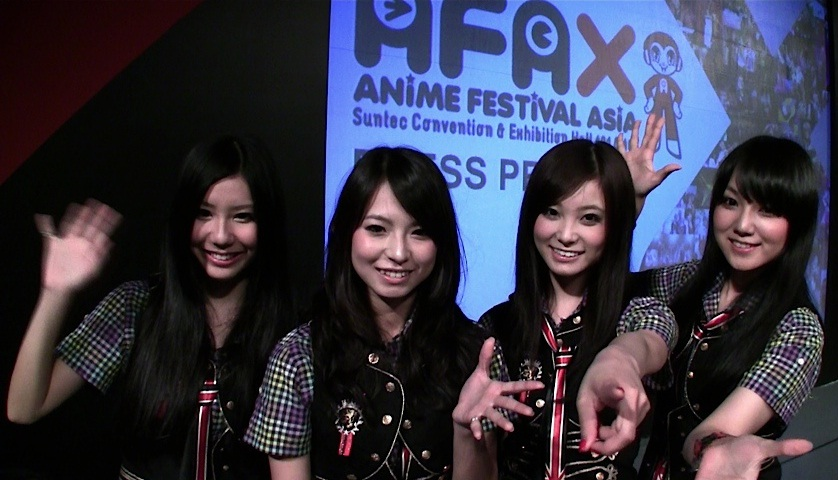
A Scandal 2010-ben
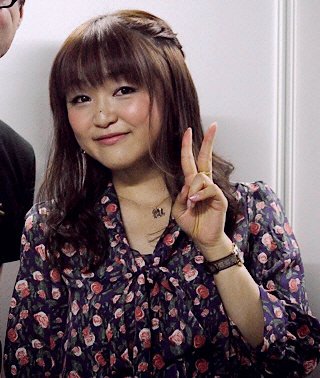
Szaitó Csiva 2011-ben